# Froilaz Alfonz leóni király
Froilaz Alfonzt (? – ?) a spanyol források egyáltalán nem, más források többsége pedig szintén nem IV. Alfonz leóni királyként tartja számon. A források szerint ugyanis II. Ordono (873 – 924) galiciai királynak (910 – 924) és leóni királynak (914 – 924) fia, Szerzetes Alfonz (897? -933), aki 925-től 931-ig uralkodott, volt  IV. Alfonz leóni király. 
Froilaz Alfonz a Kantábriai-házból származott,   II. Fruela  (875? – 925), az utolsó asztúriai királynak (910 – 925) a fia, az apja leóni király is volt (924 – 925). Édesanyja, Nunilo Jimena, II. Fruela első felesége, valószínűleg a pamplonai/navarrai királyi családból származott.
Froilaz Alfonz II. Fruela a bátyjának, II. Ordoñónak a halálakor lett leóni király. II. Ordoñó fiai – Sáncho Ordoñez (895? – 929),  a már említett Alfonz, valamint Ramiro (898? – 951) – II. Fruelát trónbitorlónak tartották. II. Fruela halálakor (925) a hívei hiába kiáltották ki Froilaz Alfonzt királlyá, még ugyan ebben az évben II. Ordoñó fiai elűzték, ezért Froilaz Alfonzt legfeljebb csak címzetes királynak jelölik a forrásmunkák. Amikor II. Ordoñó fiai közül Ramiro leóni király lett (II. Ramiro, uralkodott 931-től 951-ig), 931-ben, foglyul ejtette Froilaz Alfonzt, megvakíttatta és kolostorba záratta. Halálának éve ismeretlen.